# 硝酸铜
硝酸铜是铜(II)的硝酸盐，化学式为Cu(NO3)2。无水物和水合物都是蓝色晶体，但性质有很大不同。水合硝酸铜常用于在学校中演示原电池反应。

## 性质
水合硝酸铜与无水硝酸铜性质有很大差异。 

### 无水物
亮蓝色的无水硝酸铜（Cu(NO3)2）是一种易挥发的固体，在真空中升华。气态时，Cu(NO3)2单体为平面正方结构，每个Cu原子与四个氧原子相连，冷凝时则发生聚合。
|                                |
| 气态时Cu(NO3)2单体的大致结构。 |

### 水合物
含2.5个结晶水的Cu(NO3)2(H2O)2.5中，中心铜被水分子和硝酸根包围，为八面体配位。
该水合物在170 °C左右分解为氧化铜、二氧化氮和氧气：
2Cu(NO3)2(s) → 2CuO(s) + 4NO2(g) + O2(g)
可通过热分解硝酸铜并将产生的气体导入水中来制取硝酸。该方法与奥斯瓦法最后一步类似。
2Cu(NO3)2  →  2CuO + 4NO2 + O2
3NO2 + H2O → 2HNO3 + NO
浸过硝酸铜的薄木条在火焰下发出翡翠绿色的光，加入硝酸镁则会产生橙绿色。

## 合成
含水的Cu(NO3)2加热会水解生成碱式盐，进一步加热分解为氧化铜，因此无法通过加热水合物来制取无水硝酸铜。
无水Cu(NO3)2可由金属铜与N2O4反应制备：
Cu  +  2N2O4  →  Cu(NO3)2  +  2NO
硝酸铜也可由铜与硝酸银溶液发生置换反应得到。

## 有机合成中的应用
硝酸铜与乙酸酐的混合物（Menke condition）以发现的荷兰化学家命名，是有机合成中有用的硝化剂，用于芳香化合物的硝化。
硝酸铜承载到黏土（蒙脱土）上后，称为粘土铜试剂（Claycop），可用于氧化硫醇至二硫化物，转化缩硫醛为羰基化合物，以及硝化芳香化合物，从而避免大量使用混酸造成的环境污染。